# 栗色拉沙蛤
栗色拉沙蛤（学名：Lasaea nipponica），是帘蛤目猿头蛤科拉沙蛤属的一种。主要分布于韩国、中国大陆，常栖息在潮间带。